# George Ionescu
George Ionescu (n.  ?) este un deputat român, ales în județul Prahova, în 2008 și 2012 din partea Partidului Democrat Liberal (PDL), iar în 2016, după fuziunea PDL cu Partidul Național Liberal, din partea acestuia din urmă.